# Tyler Kain
Tyler Kain (Chattanooga, Tennessee, 20 de Janeiro de 1982) é uma atriz estadunidense, mais conhecida por seu trabalho na telenovela Saints & Sinners como Julia Capshaw.

## Filmografia

### Televisão
- 2007 Shark como Jamie Dressler
- 2007 CSI: Crime Scene Investigation como April
- 2007 Saints & Sinners como Julia Capshaw
- 2006 Just Legal como Megan Davis
- 2006 My Name is Earl como Charmaine
- 2005 CSI: Miami como Patty James
- 2005 Joan of Arcadia como Gabby
- 2004 NCIS como Tiffany
- 2003 It's All Relative como Joanna

### Cinema
- 2008 Forever Strong como Tammy
- 2007 Illegal como Jessica Moore
- 2006 The Strange Case of Dr. Jekyll and Mr. Hyde como Colleen Woodbe